# Sceau de l'Indiana
Le Sceau de l'Indiana a connu de nombreuses modifications depuis l'époque où l'État faisait partie du Territoire du Nord-Ouest. Le dessin actuel fut officialisé par l'Assemblée Générale de l'Indiana en 1963. Il montre un bûcheron coupant un érable sycomore, pendant qu'un bison d'Amérique du Nord court vers le soleil. Les feuilles de l'arbre officiel de l'État, le tulipier de Virginie, figurent dans la bordure.